# Illyés Gyula
Illyés Gyula (eredetileg, 1933-ig Illés Gyula; Sárszentlőrinc-Felsőrácegrespuszta, 1902. november 2. – Budapest, 1983. április 15.) háromszoros Kossuth-díjas magyar költő, író, drámaíró, műfordító, lapszerkesztő, a Magyar Tudományos Akadémia levelező tagja. A Digitális Irodalmi Akadémia megalakulásától annak posztumusz tagja.

## Neve
Illés Gyula néven született, s párizsi emigrációja idején, 1925-ben jelentek meg első versei – otthon maradt családtagjait kímélendő – Illyés Gyula név alatt. Ezt követően e választott nevén publikált, amit 1933-ban belügyminiszteri engedéllyel hivatalosan is megszerzett.

## Életútja

### Származása és családja
A nagyapa, Illés János juhász volt, amit a pásztor foglalkozásúak arisztokráciájának tartottak akkoriban. Erre az öreg rendkívül büszke is volt. Részletesen ír erről Illyés a Mezőföld uradalmairól szóló A puszták népe című művében.
Apai ágon a dunántúli lapályokon és völgyekben vándorló, római katolikus vallású pásztorősök leszármazottja volt. Illyés később is szívesen idézte meg e szerteágazó rokoni láncolatot adó „pogány besenyő ősöket”, és személyes emlékeiben is őrizte a tolnai erdőkben makkoltató kanász szépapja, Illés János és a szintén pásztorszármazású, szigorú és bigott katolikus apai nagyanya, Csima Anna alakját. A nagyszülők hat gyermeke közül az elsőszülött Illés Gyula (1868–1924) értelmiségi pályára ment, később dombóvári főjegyző lett. A másodszülött fiú, Illés János (1870–1931) előbb apja mellett pásztorkodott, később a kovács- és a kazánfűtő-mesterséget is kitanulta. Uradalomról uradalomra vándorolva vállalt munkákat, mígnem az Apponyiak birtokán, a Tolna vármegyei Felsőrácegrespusztán megállapodott és családot alapított.
Alig öt hét ismeretség után itt vette feleségül Kállay Idát (1878–1931), az Alföld békési zugából a Dunántúlra származott puritán, református família sarját. A Kállayak ugyan katonákat és prédikátorokat is adtak a hazának, de elsősorban parasztok voltak. A költő anyai nagyapja, Kállay Lajos volt az első mesterember a nemzedékek sorában, aki a bognármesterséget kitanulva vetette meg lábát a felsőrácegrespusztai uradalomban, és ide hozta feleségéül a Kőbányai Sörgyár egyik igazgatójánál megismert, ott belső szobalányként szolgáló Uitz Annát. Házasságukból négy gyermek – három lány és egy fiú – született: Emilia (1873–1945), Ida (1878–1931), Katica(?), Lajos (1886–1973). A később Cecén élt anyai nagyszülők derűs, nyugalmat árasztó alakját szintén megőrizte az irodalmárrá vált unoka emlékezete.
Jóllehet, apja maga is kétkezi munkát végzett, szántógépeket, vasboronákat, cséplőgépeket javított, ám emellett irányítása alatt dolgoztak kovácsok, fűtők és gépészek is. Illyés dolgos, a munkát tisztelő, a természet iránt nyitott, ugyanakkor a könyveket megvető, magányos és indulatos emberként festette le apját. Ezzel szemben anyja, a tartózkodó, gyengéd természetű Kállay Ida az olvasás és a tanulás szeretetét hozta magával családjából és plántálta bele gyermekeibe. A szülők 1898. június 19-én kötöttek házasságot, frigyükből három gyerek született: Ferenc, Klára és Gyula.

### Gyermekkora és tolnai diákévei (1902–1916)
A szülők legkisebb gyermeke, Gyula 1902. november 2-án – egy vasárnapra eső halottak napján – született Felsőrácegrespusztán. Négy nappal később, november 6-án keresztelték meg a pálfai római katolikus templomban.
A szülőföld, az egymás közelségében futó Siót és Sárvizet környező mezőföldi puszták vidéke, és a szűkebb környezet, a felsőrácegresi uradalom egyaránt meghatározó élményvilágként jelent meg Illyés Gyula életében és művészetében, természetről és társadalomról vallott gondolkodásában. Születésekor az Apponyi-uradalom és az azt körülvevő határ az ott élő mintegy háromszáz ember állandó életkeretéül szolgált, saját udvarházzal, kápolnával, iskolával és persze lakó-, illetve gazdasági épületekkel, műhelyekkel. Az öttagú Illés család a puszta egyik legelőkelőbb, zsindelytetős, meszelt falú téglaházában élt. (A 20. század második felében Rácegrespuszta – az egykori uradalomtól északabbra – sátortetős házakkal újraépült, s többek között a költő szülőháza is az enyészeté lett.) A gyerek Illyés Gyula a puszta megszokott életét élte: mezítlábas cselédgyerekként részt vett a gazdasági munkákban, esténként pedig egy csöndes sarokba húzódva hallgatta az uradalmi cselédek népdalait, népmeséit, hiedelemmondáit és igaz történeteit. A létező világot a puszta jelentette számára, élete első tíz évében a környező falvakba csak nagy ritkán jutott el.
Az elemit a pusztai római katolikus népiskolában kezdte meg 1908-ban, s az első négy osztályt itt is végezte el. A számok világa nem vonzotta gyermeki érdeklődését, de jó előmenetelt tanúsított az írás-olvasásban. Nyolcéves korában szülei a svábok lakta közeli Varsádba adták „német szóra”, sőt, franciaórákat is vett a pálfai kastély nevelőkisasszonyától. Édesanyja ösztönzésére bújta a családi „könyvtár” ponyváit, vásári nyomtatványait és kalendáriumait, ezeken keresztül érdeklődése kinyílt a magyar múlt dicső pillanataira, megismerkedett Rákóczi, Kossuth és Petőfi nevével. Időnként maga is papírra vetette gondolatait, ám ekkor még inkább kiemelkedő rajzkészségével vonta magára a figyelmet.
1912-ben az apa összekülönbözött Apponyi gróffal, s az Illés család Simontornyára költözött. Illés János munkavállalási próbálkozásait nem kísérte szerencse, vállalkozásai rendre kudarcba fulladtak, s kis vagyonkáját a család csaknem elveszítette, de végül apja is megtalálta számítását. Gyula Simontornyán járta ki 1912–13-ban a római katolikus elemi iskola ötödik osztályát, világa kitágult, korábban sosem látott embertípusokkal ismerkedett meg „a városon”, s itt írta meg első költői zsengéit, saját későbbi vallomása szerint „klapanciáit” is. Apja egyik testvére, Illés Lajos kocsmát bérelt Simontornyán, és fölmerült, hogy Gyulát is erre a pályára szánják. A családi tanács azonban végül másként határozott a kisebbik fiú sorsa felől: 1913 őszén tandíjmentes diákként beíratták a dombóvári katolikus főgimnáziumba, és a városban élő apai nagybácsi, Illés Gyula főjegyző gondjaira bízták a szépreményű ifjút. Bátyját és húgát szintén taníttatták.
Dombóvár ebben az időben a tolnai vidék legpolgárosultabb városa volt, a gyökeresen újszerű életmód és környezet azonban nem hatott ösztönzően a kisdiákra. Az Erzsébet utca 1. szám alatt kvártélyt és kosztot biztosító nagybátyjában a gyökereitől távolodó városi embert látta. Az egyébként is ideges természetű, érzékeny és indulatos fiút társai kigúnyolták és többször megszégyenítették erős tájszólása miatt. Képességeit sem becsülték, noha kései gimnáziumkezdése miatt egy évvel idősebb volt a többi diáknál és érettebbnek is érezte magát náluk. Tanulmányi előmenetele egyedül a magyar nyelv és irodalom, valamint a természetrajz tárgyakban mutatkozott biztatónak. Mindössze az első gimnáziumi évet végezte el Dombóváron, az első világháború kitörése után, 1914 őszén a bonyhádi evangélikus főgimnázium második osztályos tanulója lett. A vegyes nemzetiségű és felekezetű Bonyhád befogadóbb környezetnek bizonyult, ráadásul Ferenc bátyja is ennek az iskolának a padjait koptatta, azaz ismeretlenül is ismerősként fogadták a tizenkét éves Gyulát. Az első évben internátusi diákként élt, a következő évben pedig többedmagával szobát bérelt a Szent József (ma József Attila) utca 4. szám alatt. A tanulmányokkal is jobban haladt, társai közül kitűnt szavalóképességével, rendszeresen írt verseket, és hegedülni is tanult. A szünidőket rendesen az Illés nagyszülők ozorai vagy az anyai nagyszülők cecei házában töltötte.
A Simontornyán maradt szülők házassága eközben visszavonhatatlanul megromlott, nem találtak társra egymásban. Az apa fokozatosan elidegenedett családjától, a vívódó, elvágyódó anya pedig egyre szótlanabbá, visszahúzódóbbá vált, de a viszony megrontásában jelentős szerepet játszottak a litániázó katolikus ozorai rokonok és a zsoltáros református cecei ág egymás közti villongásai is. Gyula a második – gimnáziumi tanulmányai harmadik – évét fejezte be Bonyhádon, amikor 1916-ban édesapja és édesanyja szétváltak. A szülők kapcsolata az Illés testvérek egész jövőjére rányomta bélyegét: Klárát ezt követően egyik apai nagynénje nevelte fel, s egy életre az apai ághoz kötődött, míg az anyjával Budapestre költöző Gyula a szigorú légkörben élő apai ágtól idegenkedett, és az anyai nagyszülők cecei házában ismerte meg a családélmény meghittségét (az elsőszülött Ferenc ifjú felnőttként meghalt). Az apa egyedül maradt, katonaként harcolt az első világháborúban, majd 1931-ben bekövetkezett haláláig a Tolna megyei Tüskepusztán dolgozott uradalmi gépészként.

### Fővárosi diákévei (1916–1921)
A tizennégy éves fiú és édesanyja közvetlenül a válás után, 1916-ban felköltöztek a fővárosba. Az egykori békevilág túlnépesedett Budapestjének társadalma ekkor már az első világháború nyomorának jeleit viselte magán, a korszakra jellemző nagyvárosi kulisszaként ivódtak be a kamasz emlékezetébe a nyomortelepek, a népkonyhák, a szénhiány, a jegyre osztott élelmiszerért sorban állók és a frontról hazatért sebesültek látványa. Anyjának nővére fogadta be őket angyalföldi, Gömb utcai lakásába. Anyja varrásból tartotta fenn magukat, s kevéssel később már a Terézvárosban, a Bajza utca 42. szám alatt béreltek kétszobás földszinti lakást, amelynek egyik helyiségét hónapos albérleti szobaként kiadták, némi jövedelemre téve ezzel szert. A gimnázium negyedik osztályát, az 1916/17-es tanévet a Munkácsy Mihály utcai gimnáziumban végezte el (1921-től Kölcsey Ferenc Gimnázium). Itt ismerkedett meg mélyebben a magyar költészettel, a már ismert Petőfié mellett Arany János, Ady Endre és Babits Mihály nevével.
A tanév végeztével latintanára nem javasolta, hogy a gimnázium felsőbb osztályaiban tanuljon tovább, így 1917-ben anyja az Izabella utcai felsőkereskedelmi iskolába íratta be. Itt tanult 1921-ig, s e négy év során figyeltek fel tanárai és társai először képességeire, gondolkodására és felkészültségére, különösen történelemtanára, Varjas Sándor gyakorolt rá nagy hatást. Itt tett szert első barátságaira is, felsős éveiben a diákönképzőkör elnöke volt, s társait gyakran hívta össze „eszmeszikráztatásra” a Bajza utcai lakásba. A régmúlt irodalmakról és a kortársi áramlatokról folytatott viták mellett rendszeresen eszmét cseréltek filozófiai, képzőművészeti és társadalmi-politikai kérdésekben is. Egyre gyakrabban verselt, de költeményeit ha meg mutatta is társainak, rendre megszégyenült. Ekkoriban rajzolgatott is, ám döntően nem a képzőművészet terén bontakoztatta ki kamaszkori művészi ambícióit. A tanítási szüneteket többnyire a tolnai rokonság körében, főleg Cecén töltötte. Közelről, lelkesen követte az őszirózsás forradalom eseményeit és a tanácsköztársaság kikiáltását.
1918 után bekapcsolódott a baloldali ifjúsági mozgalmak életébe, gyakran megjelent a Galilei Kör rendezvényein. Gyakran találkozni életrajzaiban azzal a hamis momentummal, hogy 1919 júliusában harcolt a románok ellen vívott szolnoki csatában, valójában csak egy tiszántúli előadásra utazott, s a harcok miatt a városban rekedve vöröskatonákkal együtt tért vissza Budapestre.
A tanácsköztársaság leverése után, 1919 őszétől folytatta tanulmányait a felsőkereskedelmi iskolában. Eközben részt vett a Horthy-rendszer által letartóztatottak családtagjainak (konspiratív) segélyezésében, gyakran a Ráday utcai Református Teológiai Akadémián keresve menedéket a letartóztatás elől. Tágította társadalomtudományi ismereteit, ismerkedett a legújabb irodalmi áramlatok – leginkább Kassák Lajos és köre, a Ma – költészetével. Írt ugyan verseket is, de – mások hatását felismerve saját lírájában – alapvetően epigonnak tartotta magát. El ne essél, testvér című versét is név nélkül küldte el közlésre a Népszava számára, s a lap 1920. december 22-én le is hozta a költeményt, ez első nyomtatásban olvasható verse. 1921-ben sikeresen letette osztályvizsgáit, majd ugyanazon év nyarán érettségi bizonyítványát is megszerezte a felsőkereskedelmi iskolában.

### Nyugat-európai emigrációban (1921–1926)
1921 őszén beiratkozott a Budapesti Tudományegyetem magyar–francia szakára. Illegális baloldali tevékenysége miatt azonban előre látta, hogy a hatóságok célkeresztjébe kerül, így a letartóztatástól tartva 1921 végén Bécsbe emigrált. Itt érte utol a hír, hogy otthon körözést adtak ki ellene, a visszatérésre tehát nem gondolhatott. Hamarosan Berlinbe, onnan pedig Luxemburgba, illetve Franciaországba utazott tovább. Itt az Audun-le-Tiche-i és az Auboué-i vasércbányában vállalt munkát, utóbb átment Luxemburgba és Esch-sur-Alzette-ben lakott. (Ugyanis a luxemburgi Esch-ben lakott, néhány kilométerre a franciaországi Audun-le-Tiche-től.)
Továbbvágyódott azonban, s 1922. április 24-én érkezett meg Párizsba. Noha további útitervekkel a zsebében (Róma, Barcelona, Afrika) Párizst átmeneti állomásnak tekintette, végül négy évet töltött a francia fővárosban. A Szent Lajos-szigeten, a magyar munkások tömegszállásának egyik szűkös padlásszobájában húzta meg magát többedmagával, s megélhetéséért legkülönfélébb alkalmi munkákat vállalt. Dolgozott bányászként, kikötői rakodómunkásként, nyelvtanárként, a legtartósabban egy könyvkötőműhely alkalmazottja volt. Egy ideig a Sorbonne-on irodalmat és szociológiát hallgatott, valamint kísérleti pszichológiai gyakorlatokat végzett a Sainte-Anne és a Pitié-Salpêtrière kórházak elmeosztályán. Párizsban érte az első szerelem, meghitt, de félreértésekkel terhelt kapcsolat fűzte az erdélyi származású munkáslányhoz, Orosz Annához.
Párizsi évei alatt részt vett az emigráns magyarok szakszervezetének és a különféle munkásmozgalmi körök kulturális munkájában, de a Francia Kommunista Párt emigráns magyarok alkotta szekciójába nem lépett be. Politikai szervezkedések helyett szavalóversenyeket rendezett és színpadi jeleneteket írt a párizsi magyarok színjátszóköre számára, segítette az emigráns magyar munkásokból álló dalárda tevékenységét, támogatta, kalauzolta és franciaórákban részesítette az újonnan érkező magyar emigránsokat. Csaknem anyanyelvi szinten megtanult ugyanis franciául, s az új nyelvi környezet hatására megújult érdeklődéssel, elemző szemmel fordult a magyar nyelv és a nyelvészet felé. Egyáltalán: a párizsi emigrációban tudatosult benne a haza és a nemzet fogalma, amely meghatározta egy egész életen át vallott költői állásfoglalását. Nagy tudásszomjjal fordult a francia és az egyetemes irodalmi stíluseszmények és a legújabb társadalomtudományi kutatások felé, szabadidejét a Szent Genovéva Könyvtárban töltötte önképzéssel. A korszak jelentős művészeti áramlatát, az avantgárdot testközelből tapasztalhatta meg, ismeretséget, több esetben életre szóló barátságot kötött a francia avantgárd, szürrealista és dadaista irodalmi körök jeles tagjaival, vezető művészeivel: Max Jacobbal, Jean Cocteau-val, Marcel Sauvage-zsal, Paul Éluard-ral, André Bretonnal, Tristan Tzarával (akinek évtizedekkel később halálos ágyánál és temetésén is ott volt), Louis Aragonnal, René Crevellel és másokkal. E forradalmian új stíluseszmények hatására fogant első cikkeit, ismertetéseit és fordításait 1923–25-ben leközölték a Bécsben szerkesztett Ék és Ma című folyóiratok, s 1924-ben ez utóbbi lapban jelentek meg első versei is. Költeményeit, írásait kiadta a párizsi Magyar Írás, a Párizsi Munkás és a Párizsi Magyar Újság, az amerikai egyesült államokbeli Új Előre. Francia irodalmi lapok is közölték írásait és francia nyelven írt eredeti verseit (Journal littéraire, Lit et rature, Révolution surréaliste, Action, Quotidien).

### Útja az irodalmi Parnasszusra (1926–1944)

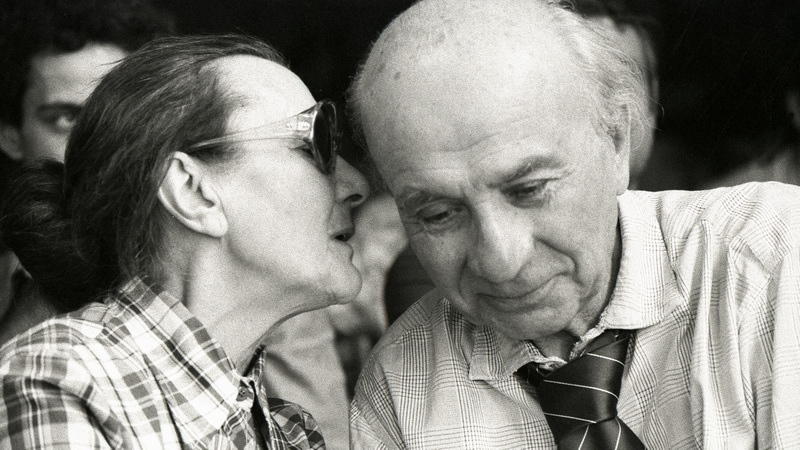
Feleségével, Kozmutza Flórával 1979-ben

1926-ban amnesztiát kapott, és még ugyanazon év nyarán hazatért Magyarországra. Előbb rövid ideig Tolna megyében tartózkodott, majd Budapestre költözött, ahol ismét Angyalföldön élt, a Lehel utca 26. szám alatt. 1926-tól a Kassák Lajos szerkesztésében megjelenő, kérészéletű Dokumentum, 1928–29-ben az ugyancsak Kassák nevéhez kötődő Munka című avantgárd folyóirat munkatársa lett, emellett publikált a Magyar Írásban is. A nyugatosok közül elsőként Füst Milán figyelt fel a fiatal költő verseire. Közbenjárására 1927. november 16-án jelent meg Illyés első írása a Nyugatban, Georges Duhamel oroszországi útirajzának ismertetése, s 1928-tól már kritikáit és verseit is rendszeresen lehozta az Osvát Ernő szerkesztette folyóirat. Ugyancsak a Nyugat kiadásában jelent meg első verseskötete 1928-ban, a Nehéz föld, s csakhamar a fiatal költőnemzedék egyik legelismertebb tagja lett. Irodalmi műveinek fő megjelenési helye az ezt követő másfél évtizedben a Nyugat lett.
1928-tól szoros barátságban volt József Attilával, az 1930-as évek elejétől pedig nemzedéke több más jeles tagjával, irodalmi és világnézeti eszmetársaival: Erdélyi Józseffel, Kodolányi Jánossal, Szabó Lőrinccel, Németh Lászlóval és Gelléri Andor Endrével. Cs. Szabó Lászlóhoz és Szabó Zoltánhoz is közösen végzett munka és barátság kapcsolta. A hazai irodalmi körök Illyés iránti megbecsülését jelzi, hogy négy ízben, 1931-ben, 1933-ban, 1934-ben és 1936-ban is odaítélték neki a Baumgarten-díjat. Ugyanakkor korábbi kassákista költőtársai és az erdélyi Korunk körének tagjai 1931-ben vehemensen támadták líráját és személyét egyaránt, nyugatos szerepvállalását elvtelen „kispolgári eltévelyedésnek” értékelték.
Több nemzedéktársával együtt a harmincas évek közepén csatlakozott a népi írók mozgalmához, s annak egyik vezető alakja lett. Közös gondolkodásuk eredményeként látott napvilágot 1932-ben a Tanú című lap, egy évvel később pedig Debreceni káté címmel megszületett egy új, társadalmilag érzékeny népi írói mozgalom cselekvési programja. Illyés maga is részese, nemegyszer elindítója volt a különféle folyóiratok hasábjain folyó világnézeti-kritikai vitáknak, így például az irodalmi zsidókérdésről, a katolikus költészetről, a jobb- és baloldali irodalomról, a Zilahy Lajos nevével fémjelzett Új Szellemi Front irodalmi programjáról, a magyarság alacsony népszaporulatáról és az egykézésről folytatott polémiáknak. 1932-ben kötött barátságot Fülep Lajos művészetfilozófussal, a baranyai Zengővárkony református lelkészével, s e barátság, a gyakori zengővárkonyi látogatások és országjárásai hatására egyre növekvő aggodalommal fordult a fogyatkozó vidéki magyarság sorskérdései felé.
1934-ben Nagy Lajossal együtt hosszabb utazást tett a Szovjetunióban, egyszersmind meghívottként részt vett a szovjet írók első kongresszusán, ahol találkozott André Malraux-val és Kun Bélával (élményeit, megfigyeléseit később könyv alakban is kiadta: Oroszország). Moszkvában találkozott Borisz Paszternakkal (1958-as irodalmi Nobel-díjas), aki utóbb a magyar irodalom műfordítóként is megmérette magát (Petőfi János vitézét ő fordította oroszra). Illyés az orosz  kortárs költők közül őt tartotta legtöbbre, fordított is tőle, ill. 1956-ban (francia nyelvű) levelezést folytattak.
Ugyancsak 1934-től a Fülep Lajos és Gulyás Pál szerkesztette Válasz munkatársa lett annak 1938-as megszűnéséig, itt jelentek meg olyan jelentős művei, mint a Puszták népe című szociográfiája (folytatásokban), illetve az Ozorai példa című költeménye.
Az 1930-as években – gyakran kockázatokkal járó – közéleti feladatokat is vállalt, s bár pártok tagja nem volt, a politikai lépésekhez vezető döntéseit elsősorban baloldali érzelmei határozták meg. A kommunista Sallai Imre és Fürst Sándor statáriális tárgyalásakor a halálbüntetés eltörléséért indított mozgalom József Attila által megfogalmazott röpiratainak korrektora és aláírója volt, amiért perbe fogták. A hatóságok később is zaklatták, nemegyszer rövid időre le is tartóztatták. 1936 őszén részvételével megalakult a Márciusi Front, amelynek 1937. március 15-én megfogalmazott – Erdei Ferenc, Féja Géza, Kovács Imre, Veres Péter és Illyés által aláírt – kiáltványában az ország demokratikus átalakítását, az alapvető emberi és demokratikus jogok biztosítását tűzték ki célul. A Márciusi Front szervezésében vállalt szerepéért több társával – köztük Sárközi Györggyel – együtt a budapesti törvényszék 1938-ban perbe fogta, és „a magyar állam és a nemzet megbecsülése ellen irányuló vétség” vádjával egy havi fogházra, valamint egyévi hivatalvesztésre ítélte.
Írói pályájával párhuzamosan 1927-től 1936-ig a Phőnix Biztosító Társaság hivatalnokaként kereste meg kenyerét, 1937-től 1948-ig pedig a Magyar Nemzeti Bank sajtóreferense volt. Mindeközben magánélete is változatosan alakult. 1931-ben feleségül vette Juvancz Irma tornatanárnőt (Mucát), ám 1938-ban elváltak útjaik, és 1939-ben házasságot kötött Kozmutza Flórával. 1938–1939 között a Balogh József szerkesztette Nouvelle Revue de Hongrie belső munkatársa volt.
Az 1930-as évek végére a népi írói mozgalom polarizálódott, fő megszólalási fórumai (például a Válasz) megszűntek, a Márciusi Front feloszlott, és felszínre kerültek a mozgalom tagjai közötti ellentétek is. Maga Illyés a legendás 1943-as szárszói találkozón már részt sem vett, noha eszméltető és gondolkodásra serkentő kapcsolatát nem veszítette el írótársaival. 1937-től a Nyugat társszerkesztőjeként tevékenykedett Babits Mihály mellett, Sárközi György szociográfiai mozgalma mellé állva gyakran járta az országot, baráti kapcsolata Németh Lászlóval elmélyült (1942 nyarán gyalogszerrel bejárták Illyés gyermekkorának tolnai helyszíneit). Babits halálát követően, 1941-től 1944-ig a Nyugat örökébe lépő Magyar Csillag szerkesztője volt.

### 1945 után
Magyarország német megszállása után 1944 márciusától Németh Lászlóval a Dunántúlon és Budapesten bujkált. Mint kiemelkedő közéleti személyiség, az alakuló Ideiglenes Nemzetgyűlés tagjai közé emelte (vagyis választás nélkül lett nemzetgyűlési képviselő). Az 1945-ös választáson már pártja országos listájáról jutott be, ahogy az 1947-es választáson is. 1945-1946-ban a Nemzeti Parasztpárt egyik vezetője volt. 1946 elején lemondott a pártban viselt tisztségeiről és a Szabad Szó szerkesztőbizottsági tagságáról, csak a mandátumát tartotta meg, hogy a NPP ne veszítse el azt az országgyűlésben.
1945-1949 között a Magyar Tudományos Akadémia levelező tagja volt, amikor is politikai alapon sokakkal együtt megfosztották tagságától (1989-ben a döntést megsemmisítették és tagságát posztumusz visszaállították). 1946 októberétől 1949 júniusáig a Válasz című folyóirat szerkesztője volt. Már 1946-ban felhagyott a gyakorlati politizálással, országgyűlési mandátumáról azonban csak később, 1948. november 16-ai hatállyal mondott le és csak az év legvégére vonult vissza teljesen a közélettől. Ideje jó részét felesége családjának tihanyi nyaralójában töltötte.
Az 1956-os forradalom alatt október 31-én beválasztották a Petőfi Párt néven újjáalakított egykori Nemzeti Parasztpárt Irányító Testületébe. Októberben jelent meg Egy mondat a zsarnokságról című verse is, amelyet 1950-ben írt, e versét röpiratokon is terjesztették az 1956-os forradalom alatt. Tiltott vers volt a Kádár-korban, Illyés 1977-ben kiadott két kötetes Összegyűjtött verseiből is kimaradt.
A Kádár-korszak elején továbbra is visszavonult életet folytatott, a hatalom is ellenségként kezelte őt. A kor hivatalos kultúrpolitikája (Az MSzMP KB kulturális elméleti munkaközösségének állásfoglalása a népi írókról, 1958 júniusa) nacionalistaként, a reakció lehetséges szövetségeseként tartotta számon a népi írókat, de a rendszer legitimációja érdekében utóbb integrálták többségüket. Az 1960-as években már enyhülni kezdett a helyzet, 1961-től Illyés már újra publikált. Ebben az időszakban gyakran látogatott külföldre is. 1962 márciusában Firenzébe látogatott, ahol az Európai Íróközösség konferenciáján vett részt mint a magyar delegáció tagja. 1963-ban három hónapos európai körutat tett. Megfordult Franciaországban, Csehszlovákiában, Svédországban, Írországban, valamint az Amerikai Egyesült Államokban. Barátságot kötött a franciák közül André Frénaud-val (1907–1993), Jean Follainnal (1903–1971), Jean Rousselot-val (1913–2004), Eugène Guillevickel (1907–1998), illetve az orosz Leonyid Martinovval (1905–1980) is. A Magyarországra látogató külföldiek szintén felkeresték őt, találkozásaik helyszínei Illyés Gyula lakása, Tihany, illetve az irodalmi élet fórumai voltak.
1965-ben és 1966-ban irodalmi Nobel-díjra jelölték, mindkét alkalommal a Columbia Egyetem nyelvészprofesszora, a magyar származású, de már Amerikában született Lotz János terjesztette fel a díjra.
1969-ben Illyést megválasztották a nemzetközi PEN egyik alelnökéve, mely a világ íróit tömörítette egybe, ennek köszönhetően rendszeres résztvevője volt a szervezet kongresszusainak.
Illyés fontos közéleti szerepvállalásaiként említendő, hogy a Magyar Nemzet 1977-es karácsonyi és 1978-as újévi számában Válasz Herdernek és Adynak címmel publikált írást a határon túli, elsősorban Erdélyben élő magyar lakosság helyzetéről és jogairól.

### Halála
1973-ban megtámadta szervezetét a rák, melyet egy évtizeden keresztül kezelt gyógyszerekkel. Állapota 1983 februárjában romlásnak indult, február 26-án vitték be a János-kórházba. 1983. április 15-én pénteken délelőtt 10 óra 10 perckor hunyt el Budapesten.
1983. április 22-én helyezték örök nyugalomra a Farkasréti temetőben, sírjánál gyászbeszédet mondtak: Belon Gellért püspök, Köpeczi Béla művelődési miniszter, Illés Endre és Sütő András.

## Munkássága

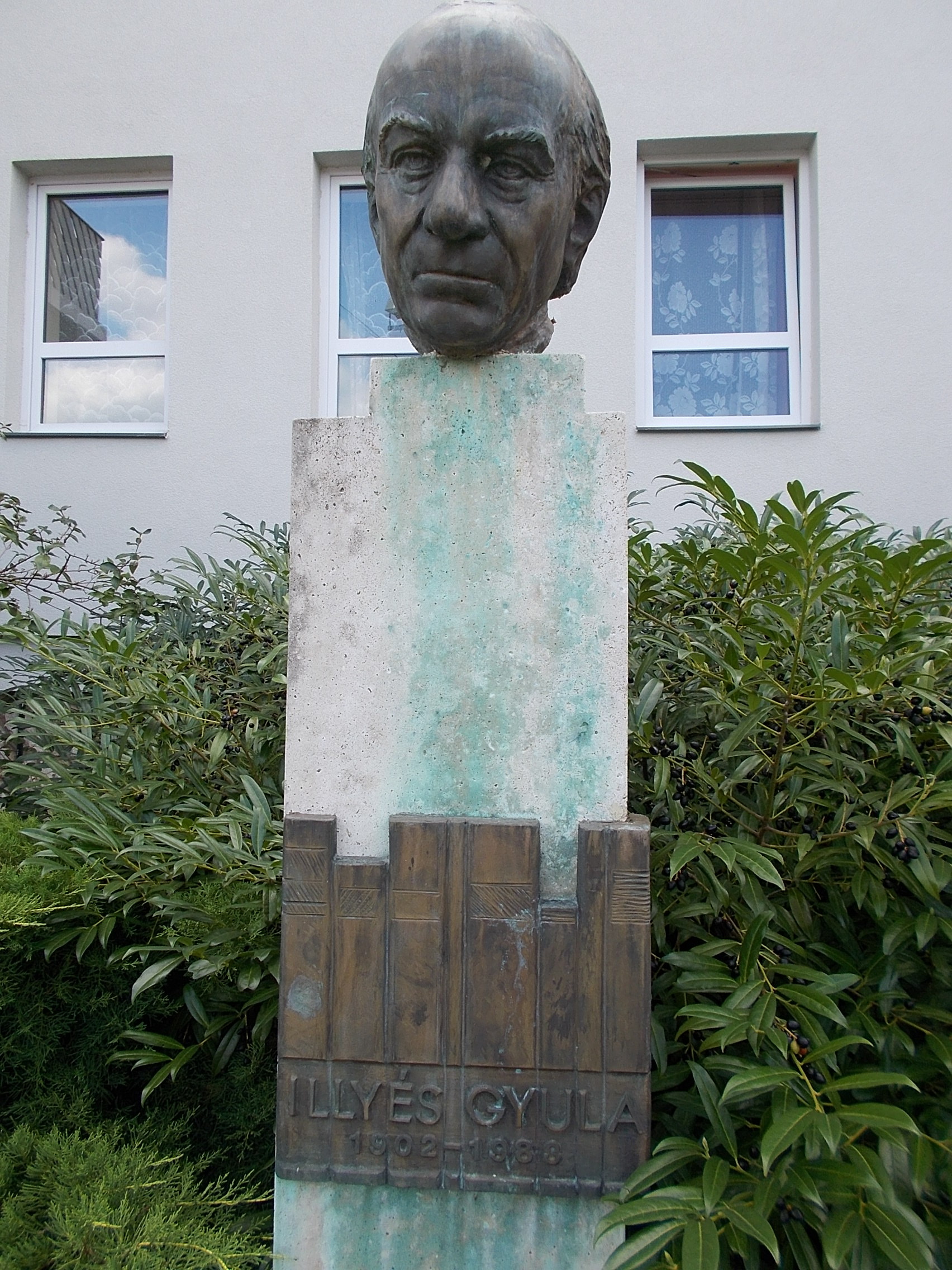
Marosits István: Illyés Gyula portrészobra, Hévíz

### Költészete
Az 1920-as években megjelent verseinek egy része az avantgárd termékenyítő hatása alatt fogant, ugyanakkor egyes lírai darabjai kötöttebb formai világú realista életképek voltak. A szürrealizmus és a dadaizmus végletes nihilizmusát és értelemtagadó szemléletét soha nem tette magáévá, leginkább a Paul Éluard nevével fémjelzett modernizmushoz érezte közel magát, amely a költői értelem szabad és spontán szárnyalását hirdette. E korai, központozás nélküli és kötetlen ritmusú, de határozott mondanivalójú prózaversek Illyés jelentős költői nyitányaként értékelendőek, s az életműre később is olyannyira jellemző egyedi képalkotó erőről, a szabad asszociációkon alapuló költői világról tanúskodnak.
A párizsi emigrációból hazatérve elsősorban a kassáki avantgárd mellett kötelezte el magát, s a Dokumentum hasábjain szerzőtársaival – Déry Tiborral, Nádass Józseffel és Németh Andorral – együtt elhatárolta magát a Nyugat képviselte irodalmi eszménytől. 1928-ban azonban nyitott szellemisége a Nyugat bűvkörébe vonzotta, kapcsolata Kassák körével meglazult, revelációként ismerte fel és vallotta eztán, hogy költői feladata a magyar irodalmi hagyományokhoz kapcsolódva szót emelni a haza sorsáért. Az avantgárd egyes formai jegyeit, a meghökkentő asszociációs füzéreket és a sajátos ritmikát megőrizve utat tört benne az egykori pusztai cselédgyerek élményvilága és társadalmi érzékenysége, s mondandóját modorosságtól mentes, de erőteljes képi hatású nyelvezete tette még mozgalmasabbá. Költői útkeresését egyfelől a nagy előd és példakép, Ady Endre elhivatott költői feladatvállalása, a magyarság sorsproblémáinak hitelesen ábrázolása, másfelől a túlhaladottá vált szecessziós-szimbolista stíluseszmény helyett egy merőben új, egyéni hangütésű, „korszerű” magyar líra kialakításának vágya határozta meg. Az 1920-as évek végétől legerőteljesebben Babits Mihály és nyugatos költőtársai hatására formálódott lírája, s az egykorú kritika határtalan költői fantáziáját, mítoszteremtő hajlamát, műfaji sokszólamúságát emelte ki, amellyel új utakat nyitott a magyar költészetben. Már e korai versekben megnyilvánult – az Ady Endre-i ars poetica útján haladó költő – sajátos világképe, magyarságféltése, a közös gondok tárgyilagos szóvátétele. Ennek betudhatóan vonult be az irodalmi kánonba nemzeti költőként, amit az 1945 utáni évtizedekben gyakran szemére is vetettek.
Költői útkeresésének egyik sajátos példája a Fazekas Mihályig, Petőfi Sándorig és Arany Jánosig visszanyúló költői elbeszélés hagyományainak felújítása az erőteljes zenei hatású, szenvedélyes lendületű Hősökről beszélek trilógiájának megírásával. A paraszttriptichon hősei két nagyapja és az őt írás-olvasásra tanító öregbéres, s művében a kétkezi munkából élő, hitükben és emberségükben meggyalázott emberekért emelt szót.

### Prózája
Illyés prózaírói hangja viszonylag későn, harmincéves kora körül bontakozott ki. Ekkor született meg a szovjetunióbeli élményeit feldolgozó Oroszország című útirajza (1934), a népi írók 1930-as évekbeli falukutató mozgalmának ihlető hatására – prózaírói pályájának méltó nyitányaként – írt Puszták népe című szociográfiája (1936), valamint a nagy előd pályaképét és életművét számba vevő Petőfi-monográfiája (1936).
Maga Illyés is a puszták népének fia volt, s régi vágyát váltotta valóra a szűkebb szülőföld társadalmi valóságának feltérképezésével. A próza- és az esszéirodalom műnemi sajátosságait ötvöző, húsz tematikus fejezetre (ünnepek, nevelés, erkölcs stb.) tagolt Puszták népében személyes önéletrajzi mozzanatok, költői képzeletű emlékfoszlányok és adomák mellett tárgyilagosan elemző társadalomrajzát adta a mezőföldi parasztság múltjának és jelenének, s nem kerülte el a társadalmi látlelet és a jobb világba vezető út megrajzolásának felelősségét sem. Azonban ezt sem egyoldalúan tette: a dunántúli puszták népének anyagi-lelki nyomorúságát, az emberek elidegenedését és durvaságát ugyan komor színekkel festette meg, de nem feledkezett meg a szegénység árnyékában megbúvó fészekmeleg, az emberség ábrázolásáról sem. Nyelvezete nem száraz, hanem szépírói, az egymásra torlódó jelzők és körmondatok már-már költői ritmust kölcsönöznek a műnek. A Puszták népe megjelenését óriási kritikai visszhang és siker kísérte, a méltatók sorában találni Babits Mihály, Cs. Szabó László, Németh László, Veres Péter, Bálint György, Németh Andor és Komlós Aladár nevét. Illyés egyetlen hang, a parasztsorsokat feltáró nagy úttörő, Móricz Zsigmond hangjának elmaradását fájlalta ugyan, de művének irodalmi sikere megkérdőjelezhetetlen volt. A megjelenése óta eltelt évtizedekben a könyv több tucat magyar nyelvű kiadást ért meg, emellett lefordították francia, orosz, angol, német, román, szlovák, szerb és japán nyelvre is, valamint svédre.

### Magánélete
Kétszer volt nős, 1931-ben kötött házasságot Juvancz Irma (1908-1945) tornatanárnővel, akivel 1938-ban váltak el. Második felesége Kozmutza Flóra gyógypedagógus, pszichológus, aki 1939-től haláláig volt társa. Egy lányuk született, Mária Anna (1941). Veje Kodolányi Gyula író, költő. Unokái Bálint (1976) és Judit (1978).

## Kötetei

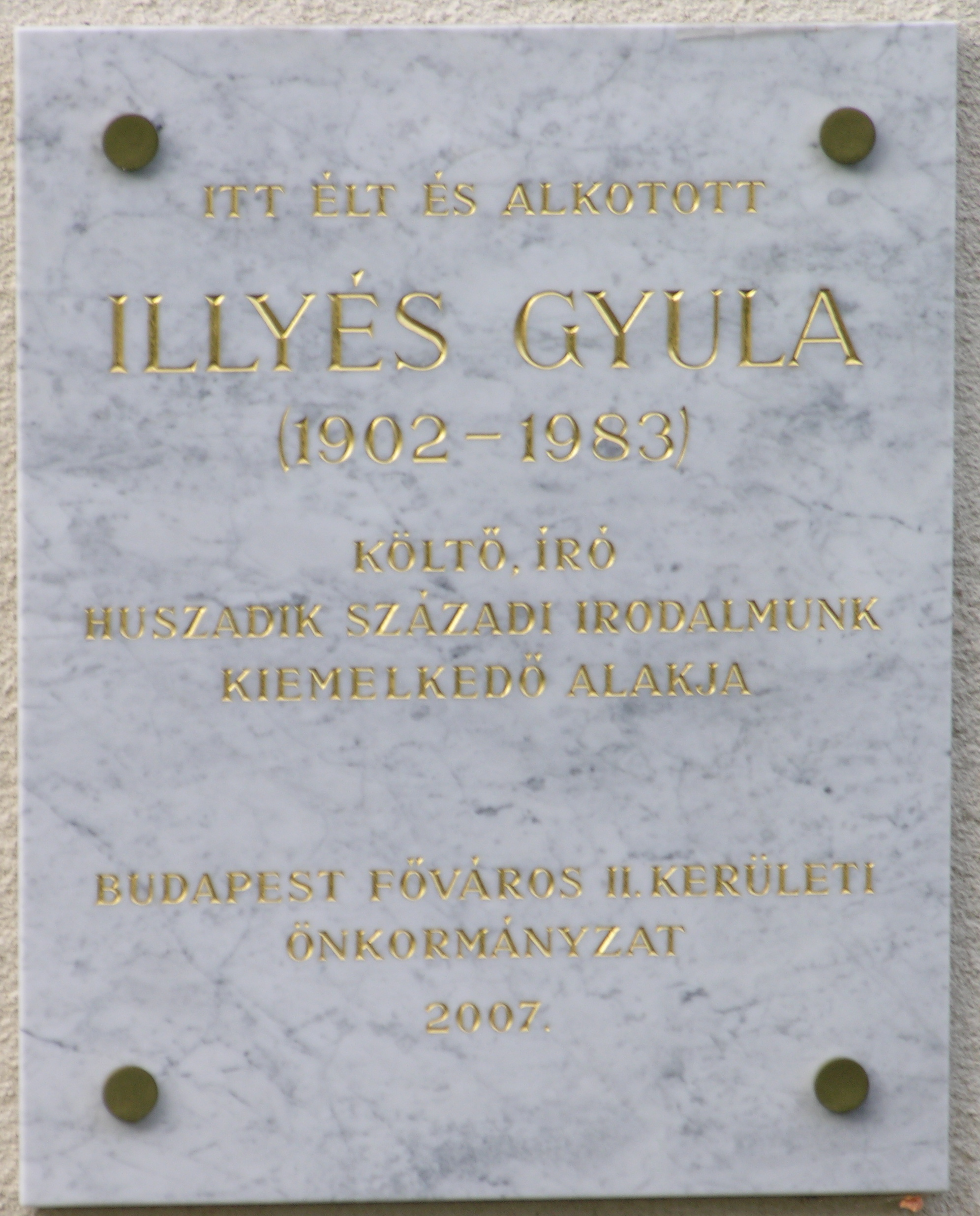
Illyés Gyula emléktáblája egykori lakhelyén, a Józsefhegyi utca 9. szám alatt

### 1944-ig
- Nehéz föld; Nyugat, Bp., 1928 (versek)
- Sarjúrendek; Nyugat, Bp., 1931 (versek)
- Három öreg. Illyés Gyula verse; rajz Fáy Dezső; szerzői, Bp., 1932
- I. G.: Hősökről beszélek; Korunk, Cluj-Kolozsvár, 1933
- Ifjúság; Szőnyi István négy metszetével; Nagy K. és Tsa., Debrecen, 1934 (Új írók)
- Oroszország. Úti jegyzetek; Nyugat, Bp., 1934
- Szálló egek alatt. Versek; Nyugat, Bp., 1935
- Magyar parasztmesék; kiad. Illyés Gyula, Ortutay Gyula, rajz Buday György; Franklin, Bp., 1936
- Petőfi; Nyugat, Bp., 1936
- Puszták népe; Nyugat, Bp., 1936 (szociográfia)
- A rejtélyesen eltűnt Petőfi nyomában. Illyés Gyula újabb kutatásai Petőfi titokzatos halála körül; Kanadai Magyar Könyvtár, Toronto, 1937? (Kanadai magyar könyvtár)
- Rend a romokban; Nyugat, Bp., 1937 (versek)
- Magyarok. Naplójegyzetek, 1-2.; Nyugat, Bp., 1938
- Külön világban; Cserépfalvi, Bp., 1939 (versek)
- Ki a magyar?; Mefhosz, Bp., 1939 (Magyarok könyvtára)
- Lélek és kenyér. Kozmutza Flóra értelmességi- és ösztön-vizsgálataival; Nyugat, Bp., 1939
- Illyés Gyula Összegyűjtött versei; Nyugat, Bp., 1940
- Aratónap, Kantáta baritonszólóra, vegyeskarra, gyermekkarra és zenekarra; szövegkönyv Illyés Gyula eredeti költeménye alapján, zeneszerz. Ottó Ferenc; Csaba Ny., Bp., 1941
- Csizma az asztalon; Nyugat, Bp., 1941 (tanulmányok)
- Kora tavasz. Regény, 1-2.; Révai, Bp., 1941
- Babits emlékkönyv; szerk. Illyés Gyula; Nyugat, Bp., 1941
- Mint a darvak; Nyugat, Bp., 1942 (regény)
- Illyés Gyula–József Attila: A nép nevében; Mátyás, Pestszentlőrinc, 1942 (1905–1937)
- A francia irodalom kincsesháza; szerk. Illyés Gyula; Athenaeum, Bp., 1942 (Az európai irodalom kincsesháza)
- Új magyar dekameron. 1-2. köt.; szerk. Illyés Gyula; Nyugat, Bp., 1942
- Válogatott versek; Révai, Bp., 1943
- Kora tavasz. Regény, 1-2. köt.; Révai, Bp., 1944
- Balogh József–Illyés Gyula–Keresztury Dezső: Hírünk a világban; Hungária Ny., Bp., 1944
- A tű foka; Nyugat, Bp., 1944

### 1945–1956
- Hősökről beszélek...; ill. Szőnyi István; Sarló, Bp., 1945
- Honfoglalók között. Riportsorozat a dunántúli földosztásról; Sarló, Kolozsvár, 1945
- Egy év. 1944. szeptember–1945. szeptember. Versek; Sarló, Bp., 1945
- Hunok Párisban. Regény; Révai, Bp., 1946
- Kiáltvány a parasztság művelődése ügyében!; Egyetemi Ny., Bp., 1946
- Tizenkét nap Bulgáriában; Budapest Irodalmi Intézet, Bp., 1947
- Franciaországi változatok; Nyugat, Bp., 1947 (útijegyzetek)
- Illyés Gyula összes verse, 1-3.; Nyugat, Bp., 1947
- Szembenézve. Versek; Révai, Bp., 1947 (Révai könyvtár)
- Lélekbúvár. Szatíra; Révai, Bp., 1948 (Révai könyvtár)
- Petőfi; átdolg. új kiad.; Nyugat, Bp., 1948
- Petőfi élete; rövidítés Barabás Tibor; röv., népi kiad.; Athenaeum Ny., Bp., 1949 (Népkönyvtár)
- Két férfi. Regény; Révai, Bp., 1950 (Révai könyvek. Haladó irodalom)
- Két kéz; Athenaeum, Bp., 1950
- Ifjúság. Elbeszélő költemények; Szépirodalmi, Bp., 1952
- Illyés Gyula válogatott versei; Szépirodalmi, Bp., 1952
- Tűz – víz.[38] Dráma; ill. Reich Károly; Művelt Nép, Bp., 1952 (Színjátszók könyvtára)
- Ozorai példa. Színmű; Szépirodalmi, Bp., 1952
- Föltámadott a tenger. Petőfi és Bem; Jegyzetsokszorosító, Bp., 1952
- Fáklyaláng. Dráma; Szépirodalmi, Bp., 1953
- Tűvé-tevők. Parasztkomédia; ill. Kass János; Művelt Nép, Bp., 1953 (Színjátszók könyvtára)
- Hetvenhét magyar népmese; vál. Katona Imre, ill. Szántó Piroska; Ifjúsági, Bp., 1953
- Tanulság a tűről. Illyés Gyula "Tűvé-tevők" c. parasztkomédiáját átdolg. Szilágyi Dezső; ill. Palkó József; Művelt Nép, Bp., 1953 (Bábszínpad)
- A csodafurulyás juhász. Verses mesék és műfordítások; ill. Ferenczy Béni; Ifjúsági, Bp., 1954
- Bartók (1955) vers
- Kilenc; ill. Deák Ferenc; Ifjúsági, Bukarest, 1956
- Dózsa György. Dráma; fényképek Gink; Szépirodalmi, Bp., 1956
- Kézfogások; Magvető, Bp., 1956
- Hetvenhét magyar népmese; vál. Katona Imre, Rádics József, feldolg. Illyés Gyula, ill. Szántó Piroska; 3., átdolg. kiad.; Ifjúsági, Bp., 1956

### 1957–1983
- Három dráma; Szépirodalmi, Bp., 1957 (Iskolai könyvtár)
- Kínai szelence. Antológia; ford., jegyz., bev. Illyés Gyula, ill. Kálmán Klára; Európa, Bp., 1958
- Klasszikus egyfelvonásosok; átdolg. Illyés Gyula, rendezői utószó Molnár G. Péter, díszletterv Bojár Iván; Gondolat, Bp., 1960 (Játékszín)
- Új versek; Szépirodalmi, Bp., 1961
- Ebéd a kastélyban. Egy életregény fejezetei; Szépirodalmi, Bp., 1962
- Nem volt elég. Válogatott versek; ill. Borsos Miklós; Szépirodalmi, Bp., 1962
- Balaton; szöv. Illyés Gyula, fénykép Reismann János; Corvina, Bp., 1962 (angolul, franciául, németül is)
- Másokért egyedül; Szépirodalmi, Bp., 1963
- Kegyenc (1963) dráma
- Különc (1963) dráma
- Tűz vagyok... Petőfi élete; Móra, Bp., 1964 (Nagy emberek élete)
- Ingyen lakoma. Tanulmányok, vallomások, 1-2.; Szépirodalmi, Bp., 1964
- Dőlt vitorla. Versek; Szépirodalmi, Bp., 1965
- Az aranyköles; ill. Rusz Lívia; Ifjúsági, Bukarest, 1965 (Mesetarisznya)
- Két kéz / Due mani. Poema; olaszra ford. Nelo Risi, Bruck Edith; All'Insegna del Pesce d'Oro, Milano, 1966 (Poeti stranieri tradotti da poeti italiani)
- Illés Gyula: A költészet egyetemessége; Tempó, Bp., 1966
- Illyés Gyula legszebb versei; vál. Sütő András; Ifjúsági, Bukarest, 1966
- Tűvé tevők. Parasztkomédia; Diliza, Bratislava, 1966
- Szíves kalauz. Útijegyzetek. Külföld; Szépirodalmi, Bp., 1966
- Bolhabál; Szépirodalmi, Bp., 1966
- A költő felel. Válogatott versek; Athenaeum Ny., Bp., 1966 (Kozmosz könyvek)
- Az Éden elvesztése. Oratórium; utószó Kanyar József; Somogy Megyei Ny., Kaposvár, 1967 (Somogyi almanach)
- Poharaim. Összegyűjtött versek; ill. Borsos Miklós; Szépirodalmi, Bp., 1967
- Fekete-fehér; ill. Borsos Miklós; Szépirodalmi, Bp., 1968 (versek)
- Világszerzés. Versek; vál., bev. Kántor Lajos; Irodalmi, Bukarest, 1969
- Kháron ladikján vagy az öregedés tünetei. Esszé-regény; ill. Borsos Miklós; Szépirodalmi, Bp., 1969
- Drámák, 1-2.; ill. Borsos Miklós; Szépirodalmi, Bp., 1969
- Abbahagyott versek; ill. Borsos Miklós; Szépirodalmi, Bp., 1971 (Mikrokozmosz füzetek)
- Tiszták. Tragédia; Szépirodalmi, Bp., 1971 (Műhely) Online elérés
- Hajszálgyökerek; Szépirodalmi, Bp., 1971 (esszék)
- Bál a pusztán. Hősi komédia két részben / Bölcsek a fán. Tragédia tréfában elbeszélve; ill. Borsos Miklós; Szépirodalmi, Bp., 1972
- Kora tavasz. Regény; Szépirodalmi, Bp., 1972 (Illyés Gyula munkái)
- Haza a magasban. Összegyűjtött versek. 1920–1945; ill. Borsos Miklós; Szépirodalmi, Bp., 1972 (Illyés Gyula munkái)
- Párbeszéd új házasok közt; Magyar Iparművészeti Főiskola, Bp., 1972 (Studium)
- Koszorú. Vers; Ságvári Endre Nyomdaipari Szakmunkásképző Intézet, Bp., 1972
- Teremteni. Összegyűjtött versek. 1948–1968; ill. Borsos Miklós; Szépirodalmi, Bp., 1973 (Illyés Gyula munkái)
- Minden lehet. Új versek; Szépirodalmi, Bp., 1973
- A háromágú tölgyfa tündére; feldolg. Illyés Gyula, ill. Breznay Lívia; Móra, Bp., 1973
- Ludas Matyi. Magyar népmese; feldolg. Illyés Gyula, ill. Gyulai Líviusz; Móra, Bp., 1973
- A kiskondás; feldolg. Illyés Gyula, ill. Reich Károly; Móra, Bp., 1973
- Újabb drámák; ill. Borsos Miklós; Szépirodalmi, Bp., 1974 (Illyés Gyula munkái)
- Ditirambus a nőkhöz; ford. Sava Babic; Képes Ifjúság, Novi Sad, 1975
- Hét meg hét magyar népmese; ill. Kondor Lajos; Móra, Bp., 1975
- Anyanyelvünk; Magvető, Bp., 1975 (Gyorsuló idő)
- Négy dráma; Magvető–Szépirodalmi, Bp., 1975 (30 év)
- Iránytűvel, 1-2.; ill. Borsos Miklós; Szépirodalmi, Bp., 1975
- Illyés Gyula négy verse. 1945–1975; sajtó alá rend. Szántó Tibor; Szépirodalmi, Bp., 1975
- Hunok Párisban. Regény, 1-2.; 3. bőv. kiad.; Szépirodalmi, Bp., 1975 (Szépirodalmi zsebkönyvtár)
- A deszkavári királyfi. Magyar népmesék Benedek Elek és Illyés Gyula feldolgozásában; ill. Hajnal Gabriella; Móra, Bp., 1975
- Plugor Sándor metszetei tizenhárom Illyés Gyula vershez; Kaláka, Lyndhurst, 1976 (Kaláka képzőművészeti sorozata)
- Hattyúdal ébreszt vagy Lehet-e a népnek művészete; Magvető, Bp., 1976 (Gyorsuló idő)
- Katona József: Bánk bán; Illyés Gyula átigazításában; Magvető, Bp., 1976
- Itt élned kell, 1-2.; rajz Borsos Miklós; Szépirodalmi, Bp., 1976 (Illyés Gyula munkái)
- Különös testamentum. Illyés Gyula száz új verse; ill. Borsos Miklós, Szépirodalmi, Bp., 1977
- Illyés Gyula összegyűjtött versei, 1-2.; Szépirodalmi, Bp., 1977
- Embereljük meg magunk. Dupla vagy semmi; Szépirodalmi, Bp., 1977 (Illyés Gyula munkái)
- Állomások hosszán. A szülőföld az illyési műben; összeáll., vál. Sipter Gézáné; Szekszárdi Nyomda, Szekszárd, 1978
- Nyitott ajtók. Összegyűjtött versfordítások, 1-2.; rajz Borsos Miklós; Szépirodalmi, Bp., 1978 (Illyés Gyula munkái)
- Szellem és erőszak; Magvető, Bp., 1978 (Gyorsuló idő)
- Tihany; fotó Rácz Endre, előszó Illyés Gyula; Corvina, Bp., 1978
- Kisebbségben; többekkel; Dialogues Éuropéens, Páris, 1979 (Magyar füzetek)
- Beatrice apródjai. Regény; Szépirodalmi, Bp., 1979
- Szemelt szőlő. Válogatott versek; vál. Béládi Miklós; Szépirodalmi–Magvető, Bp., 1980 (30 év)
- Amikor az óceán partjára jutottam; vál., szerk., utószó Ferenczi László, rajz Borsos Miklós; Móra, Bp., 1980
- Poesis Hungarica; vál. Domokos Mátyás; Megyei Könyvtár, Békéscsaba, 1981
- Közügy. Versek; Szépirodalmi, Bp., 1981
- Szekszárd felé; Szekszárdi Ny., Szekszárd, 1981
- Babits visszhangjaként; rajz Borsos Miklós; Ságvári Nyomdaipari Szakközépiskola és Szakmunkásképző Intézet, Bp., 1981
- Konok kikelet. Válogatott versek; Szépirodalmi, Bp., 1981
- Táviratok; Békés megyei Könyvtár Ny., Békéscsaba, 1981
- Egy mondat a zsarnokságról; AB Független, Bp., 1982
- Illyés Gyula Babitshoz. Levelek, versek; összeáll., jegyz. Téglás János; Ságvári Endre Nyomdaipari Szakközépiskola és Szakmunkásképző Intézet, Bp., 1982
- Illyés Gyula művei, 1-3.; vál., szöveggond. Béládi Miklós; Szépirodalmi, Bp., 1982 (Magyar remekírók)
- Sorsválasztók; Szépirodalmi, Bp., 1982
- Ki a magyar; előszó, jegyz. Szigethy Gábor; Magvető, Bp., 1982 (Gondolkodó magyarok)
- Mert szemben ülsz velem; vál., szerk. Csoóri Sándor; Helikon, Bp., 1982
- Csak az igazat. Három színmű; rajz Borsos Miklós; Szépirodalmi, Bp., 1983 (Illyés Gyula munkái)
- A Semmi közelít. Hátrahagyott versek; vál., sajtó alá rend., utószó Domokos Mátyás; Szépirodalmi, Bp., 1983
- Szemelvények a Babits emlékkönyvből; szerk. Illyés Gyula, vál., utószó Téglás János; 54. sz. Ságvári Endre Nyomdaipari Szakközépiskola és Szakmunkásképző Intézet, Bp., 1983

### 1984–1989
- Szemben a támadással. Összegyűjtött versek, 1969–1981; rajz Borsos Miklós; Szépirodalmi, Bp., 1984 (Illyés Gyula munkái)
- Szülőföldem; vál., sajtó alá rend., szerk., előszó Vadas Ferenc; Béri Balogh Múzeum, Szekszárd, 1984 (Múzeumi füzetek)
- Menet a ködben; vál., szerk., sajtó alá rend., utószó Domokos Mátyás, rajz Borsos Miklós; Szépirodalmi, Bp., 1986 (Illyés Gyula munkái)
- A költő felel. Beszélgetések Illyés Gyulával; összegyűjt., sajtó alá rend., bev., jegyz. Földes Anna; Szépirodalmi, Bp., 1986
- Zsilinszky. 1886–1986; Hazafias Népfront Bajcsy-Zsilinszky Endre Emlékbizottsága; Bp., 1986
- Ozorai füzet, 1935–1985; szerk. Vadas Ferenc; Béri Balogh Múzeum, Szekszárd, 1986 (Múzeumi füzetek)
- Naplójegyzetek, 1-8.; vál., szerk., sajtó alá rend. Illyés Gyuláné, Illyés Mária; Szépirodalmi–Osiris-Századvég, Bp., 1986–1995
  - 1., 1929–1945; Szépirodalmi, Bp., 1986
  - 2., 1946–1960; Szépirodalmi, Bp., 1987
  - 3., 1961–1972; Szépirodalmi, Bp., 1989
  - 4., 1973–1974; Szépirodalmi, Bp., 1990
  - 5., 1975–1976; Szépirodalmi, Bp., 1991
  - 6., 1977–1978; Szépirodalmi, Bp., 1992
  - 7., 1979–1980; Osiris, Bp., 1994
  - 8., 1981–1983; Osiris-Századvég, Bp., 1995
- Ilók és Mihók; ill. Heinzelmann Emma; Móra, Bp., 1986 (Iciri-piciri könyvek)
- A Szentlélek karavánja. Regény; szöveggond., szerk., előszó, függelék Száraz György; Szépirodalmi, Bp., 1987
- Három kívánság / The three wishes; angolra ford. Gerard Gorman, rajz Csala Károly; Corvina, Bp., 1989 (Nagyanyáink meséskönyve)

### 1990–
- „Hű nevelőim, dunántúli dombok”. Illyés Gyula versei; vál., szerk. utószó N. Horváth Béla; Illyés Gyula Pedagógiai Főiskola–Tolna Megye Tanácsa, Szekszárd, 1990
- Versek és képek. Illyés Gyula versei. Glück György fotói; Illyés Gyula Közéleti Kötelezettségi Alapítvány, Nyíregyháza, 1992
- Babits Mihály és Illyés Gyula levelezése. Dokumentumok 1929–1941; összeáll. Takács Mária; Tolna Megyei Könyvtár, Szekszárd, 1992
- Illyés Gyula összegyűjtött versei, 1-3.; szerk., sajtó alá rend., utószó, jegyz. Domokos Mátyás; Szépirodalmi, Bp., 1993
- Érzelmes hátrapillantás; közread. Illyés Mária, szöveggond. Gacsályi József, ill. Szalay Lajos; Tolna Megyei Önkormányzat Illyés Gyula Könyvtára, Szekszárd, 1994
- Illyés Gyula legszebb versei; vál., szerk. Vörös László; Móra, Bp., 1994 (A magyar irodalom gyöngyszemei)
- Odaátról; bev. Csoóri Sándor; Philobiblon–Magyar Bibliofil Társaság, Bp., 1995
- Kacor király és más mesék; rajz. Haui József; Santos–Bynt Kft., Bp., 1995
- Válogatott versek; vál., utószó Bárdos László; Unikornis, Bp., 1995 (A magyar költészet kincsestára)
- Vadak etetése. Válogatott versek; Interpopulart, Szentendre, 1995 (Populart füzetek)
- Bátrabb igazságokért! Versek. Kolozsvár, 1946–1996; szerk. Kántor Lajos; Komp-Press, Kolozsvár, 1996
- 29 poems / 29 vers; angolra ford. Tótfalusi István; Maecenas, Bp., 1996
- Illyés Gyula és Gál István levelezése, 1930–1982. Függelék: Illyés Gyula Gál Istvánnak dedikált kötetei, Gál István Illyés Gyuláról megjelent írásai; közread. Illyés Mária, Gál Ágnes, Gál Julianna, sajtó alá rend., előszó, jegyz. Gál Ágnes és Gál Julianna; 2. jav. kiad.; Bonyhádi Öregdiák Szövetség, Bonyhád, 1998
- A zöldszakállú király. Magyar népmese; feldolg. Illyés Gyula, rajz Töhötöm; Pallas Stúdió, Bp., 1998 (Pallas könyvek)
- Rózsa és Ibolya. Magyar népmese; feldolg. Illyés Gyula, ill. Sinkó György; Pallas Stúdió, Bp., 1998 (Pallas könyvek)
- Szerszámaink, a szavak; szerk. Annus József; Szabad Föld, Bp., 2000 (Szabad Föld kiskönyvtár)
- Az égig érő fa. Magyar népmesék; feldolg. Benedek Elek, Illyés Gyula, ill. Hajnal Gabriella; Corvina, Bp., 2001
- A költő felel. Versek, tanulmányok, naplójegyzetek; összeáll., bev. Pomogáts Béla; Királyhágómelléki Református Egyházkerület, Nagyvárad, 2002
- Illyés Gyula-"breviárium". Szemelvények az életműből; összeáll., utószó Valaczka András; Nemzeti Tankönyvkiadó, Bp., 2002
- Az igaz meghallása. Válogatott versek; vál., utószó Tamás Attila; Pro Pannónia, Pécs, 2002 (Pannónia könyvek)
- Hűtlen jövő. Válogatott versek; vál. Csoóri Sándor; Nap, Bp., 2002
- Az író hűsége; vál., szerk., bev. Domokos Mátyás; TTFK–Kortárs, Bp., 2002 (Magyar néző)
- A törzs szavai. Írások az anyanyelvről; vál. Domokos Mátyás, Szathmári István, utószó Szathmári István; Nap, Bp., 2002
- Őszi vendéglátás. Illyés Gyula művei a Tiszatájban; szerk., jegyz. Annus József; Tiszatáj Alapítvány, Szeged, (Tiszatáj könyvek)
- Egy magyar Párizsban. Illyés Gyula-antológia; szerk. Gorilovics Tivadar, Tamás Attila; Kossuth Egyetemi, Debrecen, 2002
- Regények, 1-2.; szerk. Domokos Mátyás; Osiris, Bp., 2003 (Osiris klasszikusok)
  - 1. Puszták népe; Kora tavasz; Beatrice apródjai
  - 2. A Szentlélek karavánja; Lent és fönt – bányák és kohók; Hunok Párisban; Bátyám regénye; Franciaországi változatok; Ebéd a kastélyban
- Nyakigláb, Csupaháj, Málészáj. Hét verses népmese; Illyés Gyula és Benedek Elek gyűjtése alapján versbe foglalta Gálik Margit; ill. Ördögh László; Feliciter, Nyíregyháza, 2004
- Egy mondat a zsarnokságról; szerk. Harmat Béla, ill. Wegenast Róbert; Önkormányzat, Érd, 2006
- Illyés Gyula József Attiláról; szerk. Domokos Mátyás; Nap, Bp., 2006
- "Hadúr megfizet érte, reméljük!". Illyés Gyula és Gara László levelezése, 1939–1966; sajtó alá rend. Kulin Borbála, szerk. Józan Ildikó; Balassi, Bp., 2007 (Pont fordítva)
- Fehérlófia. Népmesék Arany László, Benedek Elek és Illyés Gyula feldolgozásában; ill. Hajnal Gabriella; Osiris, Bp., 2010
- Ráadás élet. Válogatott és kiadatlan versek; szerk. Illyés Mária; Magyar Napló, Bp., 2012
- "Bátrabb igazságokért". Illyés Gyula az erdélyi magyarságról, 1977–78; vál., sajtó alá rend., előszó Pomogáts Béla; Mentor, Marosvásárhely 2013
- Ítélet előtt; szerk., utószó Illyés Mária; Magyar Napló, Bp., 2014
- Ostromnapló. 1945. január 10–1945. április 24.; összeáll., jegyz., Horváth István; Nap, Bp., 2014
- Naplójegyzetek, 1956–1957. Atlantisz sorsára jutottunk; szerk. Illyés Mária, Horváth István; MMA–Magyar Szemle Alapítvány, Bp., 2016 (Magyar szemle könyvek)
- Mi az, hogy idő? Elfeledett írások; szerk. Kodolányi Judit; Nap, Bp., 2020 (Különleges könyvek)
- Oroszország. Útirajz, naplójegyzetek, levelek; szerk. Illyés Mária, Horváth István, Babus Antal, jegyz. Babus Antal, Horváth István, szövegkieg., tan. Babus Antal, utószó Illyés Mária; Magyar Napló, Bp., 2019
- Tündérszép Ilona

Anyanyelvünk 1975 „Nyújtsuk magasra örökségünk szép darabjait, s aztán, ne szégyelljük, végezzünk valami ünnepi szertartást, már csak gyermekeink földi üdvösségéért is. Ez a mi örökölt vallásunk.”

### Hanglemezei
- Illyés Gyula (Hungaroton, LPX 13812, 1977)
- Illyés Gyula verseit mondja (Hungaroton, LPX 14004, 1985)

## Kitüntetései

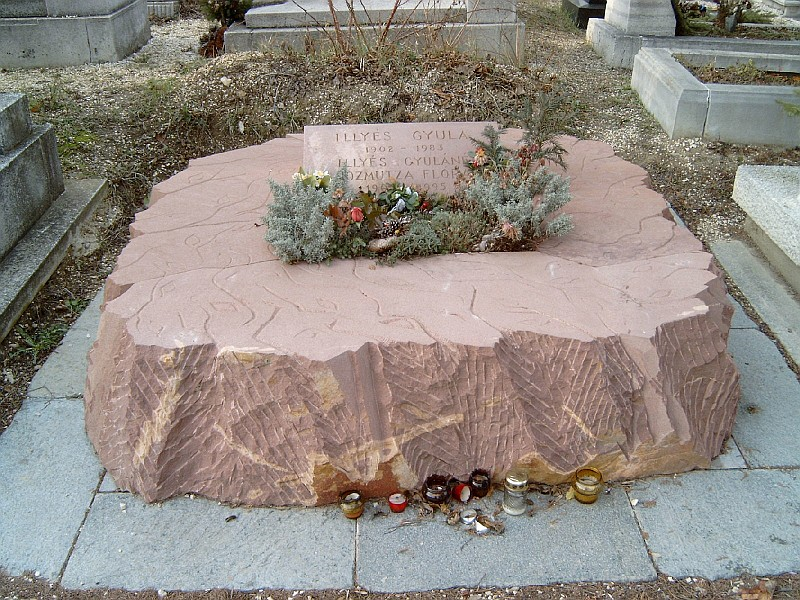
Illyés Gyulának és feleségének, Kozmutza Flórának sírja a budapesti Farkasréti temetőben. (46/7-1-53/54.) Farkas Ádám alkotása

- Baumgarten-díj (1931, 1933, 1934, 1936)
- Kossuth-díj (1948, 1953, 1970)
- József Attila-díj (1950)
- Le Grand Prix International de Poésie díja (1966)
- Knokkei Irodalmi Nagydíj (1966)
- Tanácsköztársasági Emlékérem (1969)
- Herder-díj (1970)
- Batsányi-díj (1971)
- A francia Művészeti és Irodalmi Rend parancsnoki fokozata (1971)
- A Munka Vörös Zászló Érdemrendje (1972)
- A francia Becsületrend parancsnoki fokozata (1974)[39][40]
- A Magyar Népköztársaság Babérkoszorúval Ékesített Zászlórendje (1977)
- Az Amitiés Françaises díja (1978)
- Pro Urbe Pécs (1982)
- A Magyar Népköztársaság Rubinokkal Ékesített Zászlórendje (1982)
- A Magyar Tudományos Akadémia tagja 1945-1949, 1989-ben visszaállították MTA tagságát
- A pécsi Janus Pannonius Társaság tagja (1932)[41]
- Magyar Örökség díj (1997, posztumusz)

## Emlékezete és megítélése
Évekig oldoztam-kötöztem az anyagot anélkül, hogy magam is láttam volna, mi végre; így írtam készület nélkül, szinte öntudatlanul életemnek – most látom – legnagyobb vállalkozású könyvét. Minden szakasz azt feszegeti vagy arról szól, hogy mit jelent magyarnak lenni.

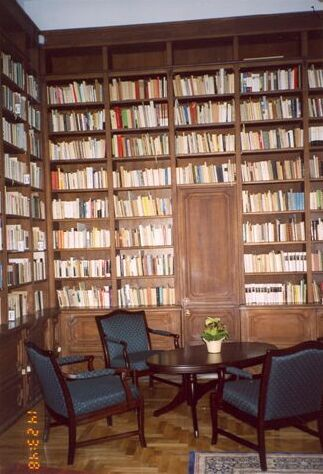
Az Illyés Gyula Archívum és Műhely az MTA Irodalomtudományi Intézete keretein belül 2003–2013 között működött Budapesten (a Teréz krt. 13. számú épület első emeletén)

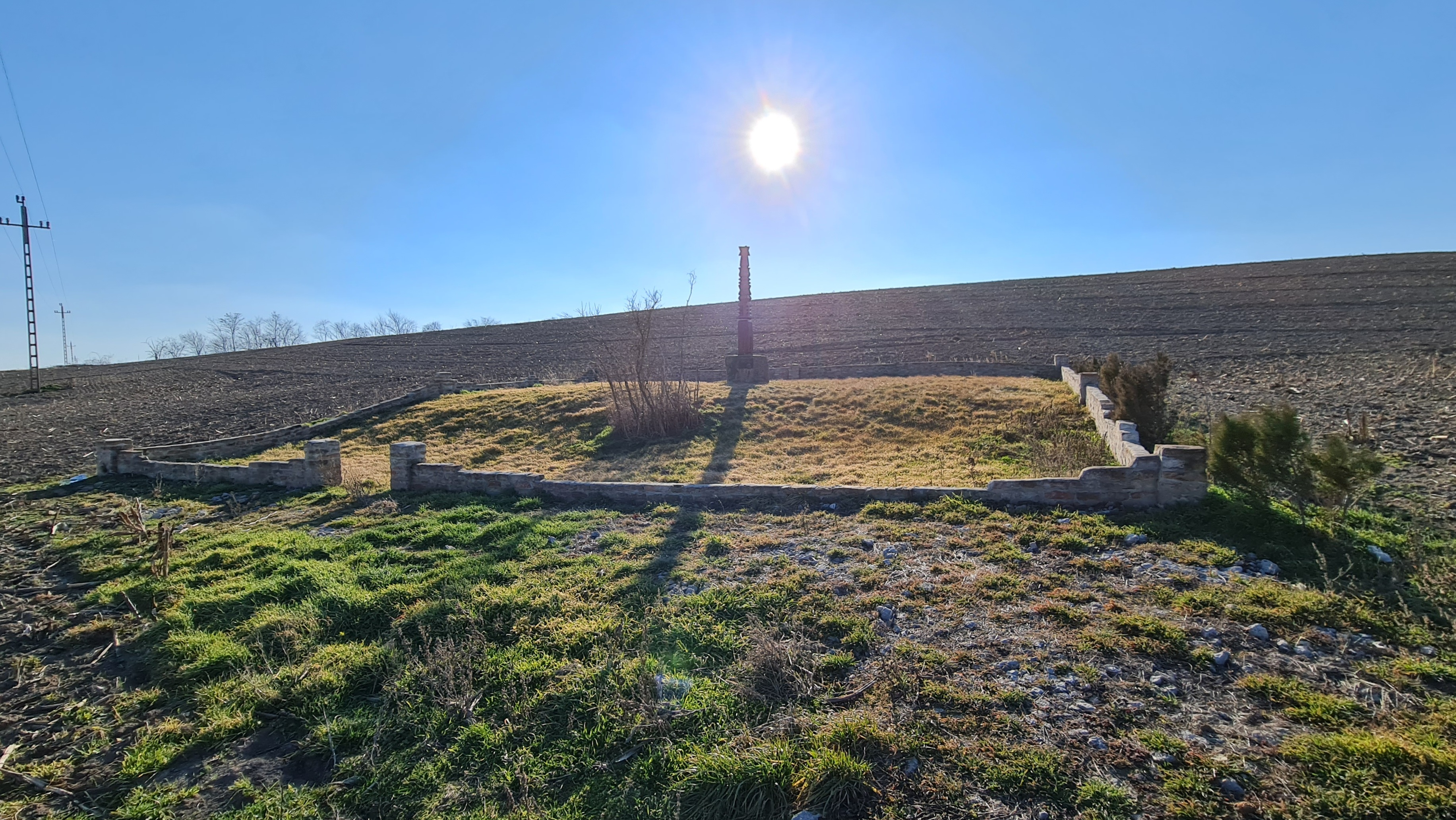
Az író kopjafája egykori szülőháza helyén, Rácegresen

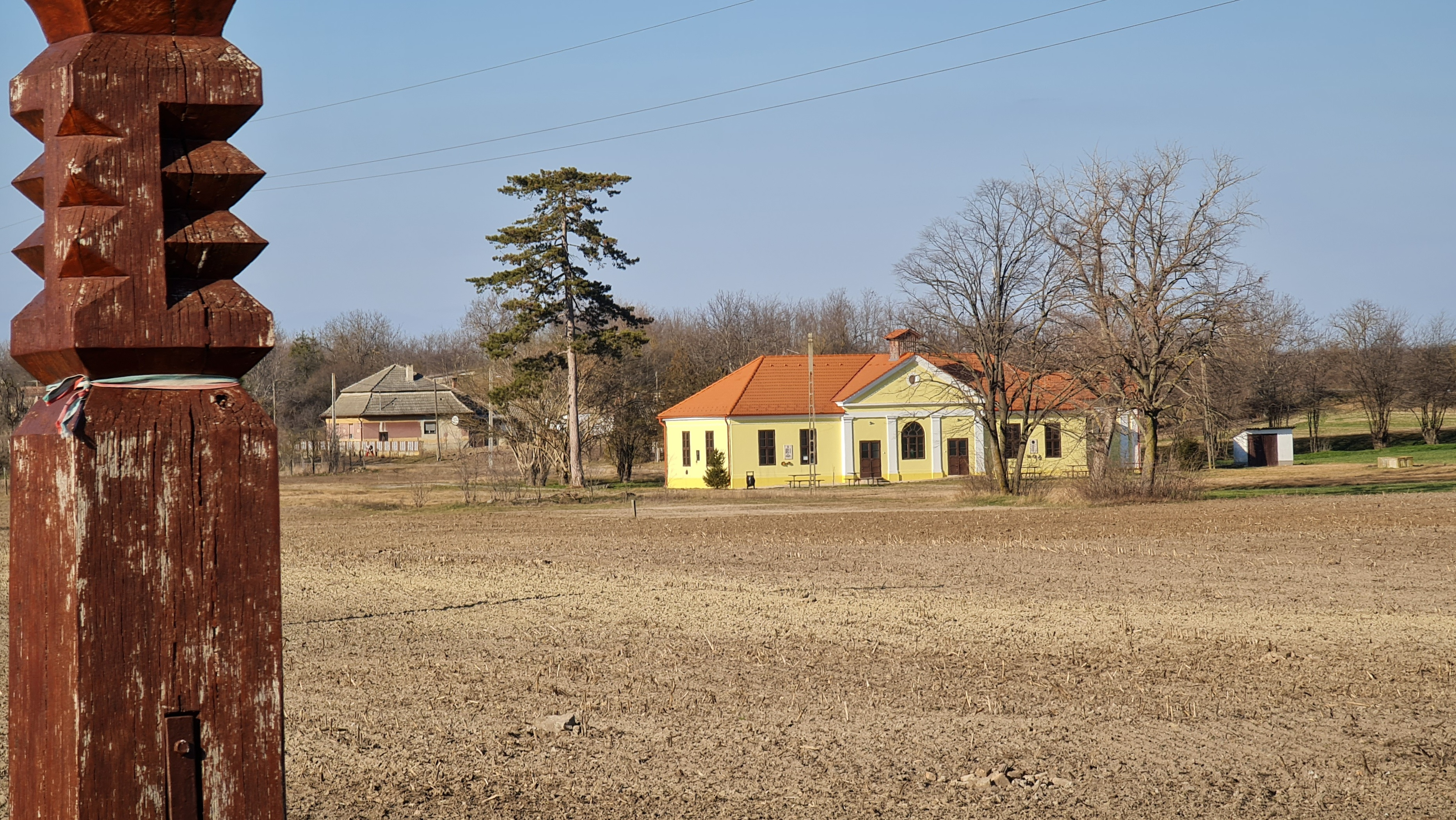
Illyés Gyula egykori iskolája, ma iskolamúzeum Rácegresen

Magyaroknak szól, egymás között, néha kíméletlenül.
Nemzeti, aki jogot véd; nacionalista, aki jogot sért (más népekét, önző előnyökért); a patrióta jogot véd (voltaképp nem is a maga népéét, hanem az Emberét, az Emberiségét).
Illyés Gyula a 20. századi magyar irodalom egyik legellentmondásosabban megítélt alakja. Életében egyes körök gyakran bélyegezték meg nemzeti, sőt nacionalista irodalmárként, amiért az 1930-as években a magyarság, a vidéki parasztság sorskérdéseinek forradalmi hevületű szószólójává, a népi írók mozgalmának aktív részesévé vált. A fajvédő eszméktől távol tartva magát állt ki a fogyatkozó és nyomorban élő magyarok tömegeiért, a társadalmi igazságtalanságok felszámolásáért. Erőteljes kritikával illette az ország társadalmi berendezkedését és németbarát politikáját, s ezekkel szemben a dunai kis népek összefogását hirdette. Ugyanezek az eszmék, az elnyomottak iránti vonzódása, a gondolataira rezonáló szociáldemokrata és munkásmozgalom iránti szimpátiája szolgáltak táptalajul azon – másik oldalról érkező – kritikáknak, amelyek baloldaliságát rótták fel neki.
- 2024 óta nevét viseli a 206574 Illyés kisbolygó.[46]

## Származása
| Illyés Gyula, eredetileg Illés Gyula (Felsőrácegrespuszta, 1902. nov. 2.– Budapest, 1983. ápr. 15.) költő, író, műfordító, róm. kat. | Apja: Illés János (Gyánt puszta /Pincehely/, 1870. febr. 8. – Dombóvár, Tüskepuszta, 1931. jan. 31.) kovács, főgépész, róm. kat.           | Apai nagyapja: Illés János (Nosztány, 1835. júl. 7. – Dombóvár, 1925. ápr. 15.) számadó juhász, róm. kat.                                                                        | Apai nagyapai dédapja: Illés Ferenc (Kapospula, 1799. máj. 8. – Döbrököz, 1878. márc. 5.) juhász, róm.kat.                       |
| Illyés Gyula, eredetileg Illés Gyula (Felsőrácegrespuszta, 1902. nov. 2.– Budapest, 1983. ápr. 15.) költő, író, műfordító, róm. kat. | Apja: Illés János (Gyánt puszta /Pincehely/, 1870. febr. 8. – Dombóvár, Tüskepuszta, 1931. jan. 31.) kovács, főgépész, róm. kat.           | Apai nagyapja: Illés János (Nosztány, 1835. júl. 7. – Dombóvár, 1925. ápr. 15.) számadó juhász, róm. kat.                                                                        | Apai nagyapai dédanyja: Fekete Magdolna (? – Szarvasd puszta /Döbrököz/, 1856. szept. 26.) cseléd                                |
| Illyés Gyula, eredetileg Illés Gyula (Felsőrácegrespuszta, 1902. nov. 2.– Budapest, 1983. ápr. 15.) költő, író, műfordító, róm. kat. | Apja: Illés János (Gyánt puszta /Pincehely/, 1870. febr. 8. – Dombóvár, Tüskepuszta, 1931. jan. 31.) kovács, főgépész, róm. kat.           | Apai nagyanyja: Csima Anna (Lapa puszta /Mernye/, 1843. jún. 7. – Dombóvár, 1914. jan. 3.) róm. kat.                                                                             | Apai nagyanyai dédapja: Csima László (Szakcs, 1814. dec. 18. – Konda puszta /Dombóvár/, 1863. máj. 27.) kanász, mezőőr, róm.kat. |
| Illyés Gyula, eredetileg Illés Gyula (Felsőrácegrespuszta, 1902. nov. 2.– Budapest, 1983. ápr. 15.) költő, író, műfordító, róm. kat. | Apja: Illés János (Gyánt puszta /Pincehely/, 1870. febr. 8. – Dombóvár, Tüskepuszta, 1931. jan. 31.) kovács, főgépész, róm. kat.           | Apai nagyanyja: Csima Anna (Lapa puszta /Mernye/, 1843. jún. 7. – Dombóvár, 1914. jan. 3.) róm. kat.                                                                             | Apai nagyanyai dédanyja: Borsos Katalin (Lapa puszta, 1818. dec. 22. – Gyánt puszta, 1904. feb. 9.), htb, róm.kat.               |
| Illyés Gyula, eredetileg Illés Gyula (Felsőrácegrespuszta, 1902. nov. 2.– Budapest, 1983. ápr. 15.) költő, író, műfordító, róm. kat. | Anyja: Kállay Ida (Rácegrespuszta, 1878. máj. 21. – Budapest, 1931. aug. 18.) eredetileg ref., házasságkötésekor a róm. kat. hitre tért át | Anyai nagyapja: Kállay Lajos (Gyulavári, 1844. okt. 4. – Cece, 1924. okt. 11.) bognár, méhész, magánzó, ref.                                                                     | Anyai nagyapai dédapja: Kállay Mihály (? – ?)                                                                                    |
| Illyés Gyula, eredetileg Illés Gyula (Felsőrácegrespuszta, 1902. nov. 2.– Budapest, 1983. ápr. 15.) költő, író, műfordító, róm. kat. | Anyja: Kállay Ida (Rácegrespuszta, 1878. máj. 21. – Budapest, 1931. aug. 18.) eredetileg ref., házasságkötésekor a róm. kat. hitre tért át | Anyai nagyapja: Kállay Lajos (Gyulavári, 1844. okt. 4. – Cece, 1924. okt. 11.) bognár, méhész, magánzó, ref.                                                                     | Anyai nagyapai dédanyja: Szabó Julianna (? – ?)                                                                                  |
| Illyés Gyula, eredetileg Illés Gyula (Felsőrácegrespuszta, 1902. nov. 2.– Budapest, 1983. ápr. 15.) költő, író, műfordító, róm. kat. | Anyja: Kállay Ida (Rácegrespuszta, 1878. máj. 21. – Budapest, 1931. aug. 18.) eredetileg ref., házasságkötésekor a róm. kat. hitre tért át | Anyai nagyanyja: Uitz Anna (Vecsés, 1853. máj. 28. – Dombóvár, Birkamajor, 1933. nov. 24.) szobaleány, eredetileg róm. kat., később ref., feltehetőleg házasságkötésekor tért át | Anyai nagyanyai dédapja: Uitz György (Vecsés, 1822. ápr. 25. – ?) szabó mester                                                   |
| Illyés Gyula, eredetileg Illés Gyula (Felsőrácegrespuszta, 1902. nov. 2.– Budapest, 1983. ápr. 15.) költő, író, műfordító, róm. kat. | Anyja: Kállay Ida (Rácegrespuszta, 1878. máj. 21. – Budapest, 1931. aug. 18.) eredetileg ref., házasságkötésekor a róm. kat. hitre tért át | Anyai nagyanyja: Uitz Anna (Vecsés, 1853. máj. 28. – Dombóvár, Birkamajor, 1933. nov. 24.) szobaleány, eredetileg róm. kat., később ref., feltehetőleg házasságkötésekor tért át | Anyai nagyanyai dédanyja: Ruff Terézia (Békásmegyer, 1827. szept. 5. – ?)                                                        |

## Szakirodalom, kötetek
- Gara László: Az ismeretlen Illyés; Occidental Press, Washington, 1965
- Gara László: Gyula Illyés. Choix de textes, bibliography, portraits, documents; előszó André Frenaud; Seghers, Paris, 1966 (Poètes d'aujourd'hui)
- Cs. Szabó László: Hunok nyugaton; Molnár Nyomda, München, 1968 (Aurora kiskönyvek)
- Illyés Gyula. Tanulmányok a költőről; szerk. Illés László, közrem. Baróti Dezső; NPI, Bp., 1972
- Fodor Ilona: Szembesítés Illyés Gyula életútja Párizsig; Magvető, Bp., 1975
- Mész Lászlóné: Mai magyar drámák. Illyés Gyula, Hubay Miklós, Sütő András, Örkény István; Tankönyvkiadó, Bp., 1977 (Műelemzések kiskönyvtára)
- Gyula Illyés. A bibliography of works in the University of Toronto, John P. Robarts Research Library; összeáll. Béky-Halász Iván; University of Toronto, Toronto, 1979 (Bibliotheca Hungarica Torontonensis)
- Domokos Mátyás: A rabszolga óriás. Három írás Illyés Gyuláról; Megyei Könyvtár, Békéscsaba, 1981
- Gombos Gyula: Igazmondók; Püski, New York, 1981
- Szülőföld vonzásában. Illyés Gyula Tolnában; összeáll. Hargitai Anikó, Miszlai Sarolta; Tolna megyei Könyvtár, Szekszárd, 1982
- A 80 éves Illyés Gyula köszöntése; Csongrád megyei Lapkiadó Vállalat, Szeged, 1982
- Izsák József: Illyés Gyula költői világképe, 1920–1950; Szépirodalmi, Bp., 1982
- Illyés Gyula élete képekben; összeáll. Illyés Gyuláné, összegyűjt., vál. Moldován Domokos; Gondolat, Bp., 1982
- "Bátrabb igazságokért!". A 80 éves Illyés Gyula életművéről tartott tudományos ülésszak előadásai. Budapest, 1982. november 2-3.; szerk. Fráter Zoltán; ELTE, Bp., 1983
- Tüskés Tibor: Illyés Gyula alkotásai és vallomásai tükrében; Szépirodalmi, Bp., 1984 (Arcok és vallomások)
- Illyés Gyula emlékkönyv; vál., szerk. Illyés Gyuláné; Szépirodalmi, Bp., 1984
- Pour saluer Gyula Illyés. 1902–1983. Hommages et témoignages. Proses et poěmes inédits; vál. Georges Gara; Bonaguil, Fumel, 1985
- Találkozások, interferenciák. Illyés Gyula, Déry Tibor. Emlékkiállítás a Petőfi Irodalmi Múzeumban, Budapest, 1985. október 24–1986. április; összeáll. Botka Ferenc; PIM, Bp., 1985 (angolul, franciául, németül, oroszul is)
- Vadas Ferenc: Illyés Gyula első iskolája; Béri Balogh Megyei Múzeum, Szekszárd, 1987 (Múzeumi füzetek)
- Béládi Miklós: Illyés Gyula; Kozmosz Könyvek, Bp., 1987 (Az én világom)
- Tamás Attila: Illyés Gyula; Magyar Tudományos Akadémia Irodalomtudományi Intézet, Bp., 1989 (Kortársaink)
- Illyés Gyula Új Látóhatára; szerk. Albert Tibor; Bethlen, Bp.–München, 1990 (Ötágú síp)
- Illyéstől Illyésről; összeáll. Pásztor Bertalan; Tankönyvkiadó, Bp., 1990
- Bodosi György: Illyés Gyula Tihanyban; Baranya megyei Könyvtár, Pécs, 1990 (Pannónia könyvek)
- Ötágú síp. Tisztelgés Illyés Gyula emléke előtt; szerk. Sumonyi Papp Zoltán, Balla D. Károly; Kőbányai Sörgyár Illyés Gyula Baráti Társaság–Illyés Magyar Irodalmi Klub–Galéria, Bp.–Beregszász–Ungvár, 1992
- Illyés Gyula 90; szerk. Szántó Tibor; Magyar Bibliofil Társaság–Alföldi Nyomda, Bp.–Debrecen, 1992
- Vadas Ferenc: Rácegrestől Párizsig. Illyés Gyula a pannon ég alatt, 1902–1928; Wosinsky Mór Megyei Múzeum, Szekszárd, 1992
- "Költő, felelj!". Tanulmányok Illyés Gyuláról; szerk. Tasi József; Petőfi Irodalmi Múzeum, Bp., 1993
- Illyés Gyula. Általános és középiskolások számára; összeáll. Hamar Péter; Tóth Könyvkereskedés, Debrecen, 1997 (Nagyjaink)
- Domokos Mátyás: Adósságlevél. Esszék, tanulmányok Illyés Gyuláról; Kortárs, Bp., 1998
- Vasy Géza: Illyés Gyula évszázada.Tanulmányok; Felsőmagyarország, Miskolc, 1998
- Takács Mária: Illyés Gyula könyvtára; Wosinsky Mór Megyei Múzeum, Szekszárd, 1999–
- Vasy Géza: Ozora, várkastély, Illyés Gyula életműkiállítás; TKM Egyesület, Bp., 2001 (Tájak, korok, múzeumok kiskönyvtára)
- Illyés Gyula; összeáll. Görömbei András; DE Magyar és Összehasonlító Irodalomtudományi Intézet, Debrecen, 2002 (Studia litteraria)
- Izsák József: Illyés Gyula; 2. átdolg. kiad.; Püski, Bp., 2002
- Móser Zoltán: Az idő távolából – az idő távolába. Illyés, Petőfi, Vörösmarty; Völgységi Múzeum, Bonyhád, 2002 (Völgységi füzetek)
- Illyés Gyula; vál., szerk., bev., jegyz. Vasy Géza; Alexandra, Pécs, 2002 (Kossuth-díjas írók)
- Nem menekülhetsz. In memoriam Illyés Gyula; vál., szerk., összeáll. Domokos Mátyás; Nap, Bp., 2002 (In memoriam)
- Vadas Ferenc: Illyés Gyula diákkori rajzai és versei; Vadas Ferenc, Szekszárd, 2002
- Tüskés Tibor: Illyés Gyula pályaképe; 2. bőv. kiad.; Pro Pannonia, Pécs, 2002 (Pannónia könyvek)
- "Örök művek világa". Tisztelgés Illyésnek; vál., összeáll., szerk. Tasnádi Gábor; Hogyf Editio, Bp., 2002
- Vasy Géza: Illyés Gyula; Elektra Kiadóház, Bp., 2002 (Élet-kép sorozat)
- Beke Albert: Problémák Németh László és Illyés Gyula körül; Szenci Molnár Társaság, Bp., 2003 (A Herman Ottó Társaság nemzetpolitikai sorozata)
- Alföldy Jenő: Halandó kézzel halhatatlanul. Elemzések és tanulmányok Illyés Gyula verseiről; előszó Csoóri Sándor; Orpheusz, Bp., 2003
- Beke Albert: Illyés Gyula mint közéleti szereplő; Szenci Molnár Társaság, Bp., 2003
- Csak az igazat. Tanulmányok Illyés Gyula születésének centenáriumán; vál., szerk. Görömbei András; Kortárs, Bp., 2003
- Csicsery-Rónay István: Illyés Gyula; Occidental Press, Bp., 2003
- Szabó Ferenc: A nemzeti küldetés költője. Száz éve született Illyés Gyula; Szent István Társulat, Bp., 2003 (Haza a magasban)
- Nemzeti irodalom és globalizáció. Tanácskozás. Illyés Gyula születésének 100. évfordulója. Megemlékezés. Műhely, szellem, jövőkép. Harmincéves a Tokaji Írótábor. A Tokaji Írótábor 2002. évi tanácskozása; szerk. Serfőző Simon; Bíbor, Miskolc, 2003 (A Tokaji Írótábor évkönyve)
- Szíj Rezső: Illyés Gyula közéleti szerepéről; Szenci Molnár Társaság, Bp., 2004
- Pomogáts Béla: Öt költő. Irodalomtörténeti tanulmányok. Ady Endre, Babits Mihály, Illyés Gyula, József Attila, Kosztolányi Dezső erdélyi vonatkozásai; Mentor, Marosvásárhely, 2005
- Németh István Péter: Rácegresi Illyés-betlehemes; szerzői, Tapolca, 2007
- Illyés Gyula és Németh László Balatonfüreden; szerk., összeáll. Praznovszky Mihály; Balatonfüred Városért Közalapítvány, Balatonfüred 2007 (Balatonfüred Városért Közalapítvány kiadványai)
- Fiatal Írók Találkozója. Lakitelek, 1979–2009 / melléklet: Illyés Gyula felszólalása a Fiatal Írók Találkozóján. Lakitelek, 1979. május 18-19.; szerk. Tóth Erzsébet, Agócs Sándor, fotó Bahget Iskander, jegyz. Lezsák Sándor; Antológia, Lakitelek, 2009 + CD
- Vasy Géza: "Haza a magasban" Illyés Gyuláról; Nap, Bp., 2010 (Magyar esszék)
- Horváth István: Szerkesztő a vészkorszakban Illyés Gyula és a Magyar Csillag; Múlt és Jövő, Bp., 2014
- Christophe Dauphin–Anna Tüskés: Les Orphées du Danube. Jean Rousselot, Gyula Illyés et Ladislas Gara. Suivi de lettres a Gyula Illyés, par Jean Rousselot; Éditinter–Rafael de Surtis, Soisy-sur-Seine–Cordes-sur-Ciel, 2015
- Horváth István: Szerkesztő a vészkorszakban 2. Levelek Illyés Gyulához, 1935–1945; Múlt és Jövő, Bp., 2016
- Makray Imre: Formabontó. Tabutörő eszmefuttatásaim az Illyés-Juhász kettősről, a kommunista rendszer agyonjutalmazott kegyenceiről, és egyéb "holmiról", pl. a magyar értelmiség és a zsidó írástudó elitünk viszonyáról; Magyar a Magyarért Alapítvány; Magyar a Magyarért Alapítvány, Bp., 2016
- Domokos Mátyás: "A legnagyobb bátorság a remény". Írások Illyés Gyuláról; Nap, Bp., 2016 (Magyar esszék)
- Kulin Borbála: Etikum és esztétikum kapcsolata Illyés Gyula életművében; MMA MMKI–L'Harmattan, Bp., 2017 (MMA ösztöndíjas tanulmányok)
- Beke Albert: Illyés Gyula, a kommunista. Népfi vagy kegyenc?; L'Harmattan, Bp., 2019